# Spargeval
În domeniul naval, termenul spargeval are două semnificații:
- 1. Construcție hidrotehnică, de regulă izolată, adică fără legătură cu uscatul, ridicată în fața unui port sau într-o radă, în scopul atenuării forței valurilor și împiedicării pătrunderii lor violente în acvatoriul portului sau în radă. Uneori acest termen se referă și la un dig care apără portul de valuri dintr-o direcție dominantă.

- 2. Parapet de tablă rezistent, în formă de unghi cu vârful spre prova, fixat solid de puntea dinspre prova navei, care asigură scurgerea apelor în borduri.